# Revista do Instituto Histórico e Geográfico Brasileiro
A Revista do Instituto Histórico e Geográfico Brasileiro é uma revista brasileira publicada pelo Instituto Histórico e Geográfico Brasileiro.

## História
A publicação é editada desde 1839, quando foi lançada sua primeira edição,  com linha editorial inerente aos objetivos da instituição e com periodicidade trimestral. Já contou com a impressão da Imprensa Nacional e atualmente tem apoio da gráfica do Senado Federal e do Ministério da Cultura do Brasil. Todo o conteúdo histórico desde sua primeira edição, de 1839, se encontra integralmente digitalizado e disponível, para livre acesso e consulta no portal do Instituto.

## Linha editorial
A página oficial do IHGB apresenta a seguinte literatura sobre a política editorial da revista:
| “ | Circulando regularmente desde 1839, a Revista do Instituto Histórico e Geográfico Brasileiro é uma das mais longevas publicações especializadas do mundo ocidental. Destina-se a divulgar a produção do corpo social do Instituto, bem como contribuições de historiadores, geógrafos, antropólogos, sociólogos, arquitetos, etnólogos, arqueólogos, museólogos e documentalistas de um modo geral. Possui periodicidade trimestral, sendo o último número de cada ano reservado ao registro da vida acadêmica do IHGB e demais atividades institucionais. | ” |